# Iskandera alaica
Iskandera es un género monotípico de fanerógamas perteneciente a la familia Brassicaceae.  Su única especie: Iskandera alaica es originaria de  Irán.

## Taxonomía
Iskandera alaica fue descrita por  Botsch. & Vved. y publicado en Fl. Uzbekist. iii. 155 (1955)
Sinonimia
- Matthiola albicaulis var. alaica Korsh.[3]